# Estadio Municipal de Breslavia
El Estadio Municipal de Breslavia o Tarczyński Arena Wrocław (en polaco: Stadion Miejski we Wrocławiu) es un estadio multiusos construido en Breslavia, Polonia con motivo de la celebración de la Eurocopa 2012. El estadio fue inaugurado el 10 de septiembre de 2011 y tiene una capacidad total de 42 771 espectadores sentados. El club de la ciudad Śląsk Wrocław disputa sus partidos como local en el estadio.
En la actualidad es el tercer estadio con mayor capacidad de Polonia solo superado por el Estadio Nacional y el Estadio de Silesia. Se encuentra situado en la Aleja Śląska en el distrito occidental de Pilczyce de Breslavia. La construcción del recinto comenzó en abril de 2009 y se terminó en septiembre de 2011. 

## Historia
En los documentos oficiales, el estadio se conoce como el Estadio Municipal. Es probable que el estadio obtenga un patrocinador comercial en un futuro próximo, que será elegido por el operador del estadio. El operador del estadio es una empresa llamada Wroclaw 2012 propiedad de la misma ciudad.[actualizar]

### Construcción
El concepto arquitectónico ganador fue desarrollado por JSK Architekci y fue llamado Stadium Lantern. La forma distintiva fue elegida para ser fácilmente reconocible y se asocia con una ciudad dinámica.
La forma del estadio se destaca por el diseño innovador de sus muros exteriores. El edificio está cubierto por una malla de fibra de vidrio recubierto con teflón. La malla se ancla por anillos de acero colocadas alrededor de todo el cuerpo del estadio. La cubierta se caracteriza por su ligereza y transparencia de la estructura masiva. Los colores de las paredes exteriores del estadio se puede cambiar con un sofisticado sistema de iluminación. Los puestos de venta están situados en la fachada semi-transparente.
La apertura tuvo lugar el 10 de septiembre de 2011 con la lucha de boxeo entre Tomasz Adamek y Vitali Klitschko por título del peso pesado del Consejo Mundial de Boxeo. El primer partido de fútbol entre el Śląsk Wroclaw y el Lechia Gdańsk se jugó el 10 de octubre de 2011. El Śląsk ganó el partido 1-0 y el holandés Johan Voskamp fue el autor del primer gol en el nuevo estadio.

### Terreno y techo

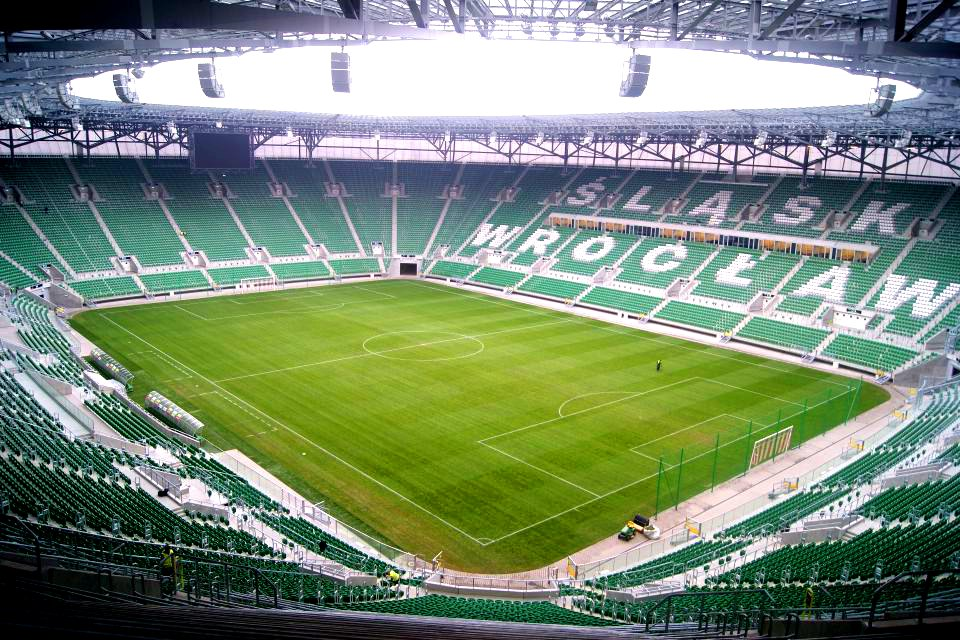
Interior del estadio.

El concepto arquitectónico también incluye un paseo al aire libre alrededor del estadio, llamado "la explanada" con una superficie total de 52 753 m². La explanada da acceso al interior del estadio desde dos direcciones. Desde el sur, que conduce en la calle Lotnicza, donde un sistema integrado de plaza de Park & Ride se está construyendo con una parada de tranvía, una estación de tren, y un estacionamiento al aire libre; y desde el norte, la explanada va desde el intercambiador norte de transporte público con paradas de tranvía y autobuses y un aparcamiento para autobuses.
La zona que rodea el estadio y la explanada está ajardinada y dotado de bancos para crear un espacio parecido a un parque donde la gente pueda relajarse o reunirse. La plataforma se eleva desde el nivel del suelo en el primer piso del paseo del estadio, que se encuentra en 5,44 m. La entrada a todas las secciones del estadio se ubican exactamente en este nivel. La altura del estadio es 39,33 metros medidos desde el suelo hasta el borde superior de la estructura del techo. La construcción del estadio se compone de cuatro edificios que están conectados por dos paseos (en el primer nivel y cuarto). Todo se encuentra en el estadio son de un nivel con 56 filas. Cuatro niveles de aparcamiento para los coches se encuentra cerca del estadio.
El techo del estadio está parcialmente acristalado para proporcionar la iluminación natural en el terreno de juego. El lado sur de la cubierta tiene una superficie acristalada más que la del norte. Debajo del techo hay dos pantallas LED colgantes y cada una tiene una dimensión de 12,8x7,68 m producidas por Mitsubishi Electric Corporation.

## Características
El estadio está dividido en un número de zonas específicas necesarias para el correcto funcionamiento de un campo de deporte. Los invitados vip están en la parte próxima al césped y se puede llegar rápidamente a su espaciosa sala vip en la zona de entrada de nivel 0 en la parte oeste del estadio. Los aficionados vip están sentados junto al campo de juego, y está separada de la zona de los equipos solo por una pared de cristal.

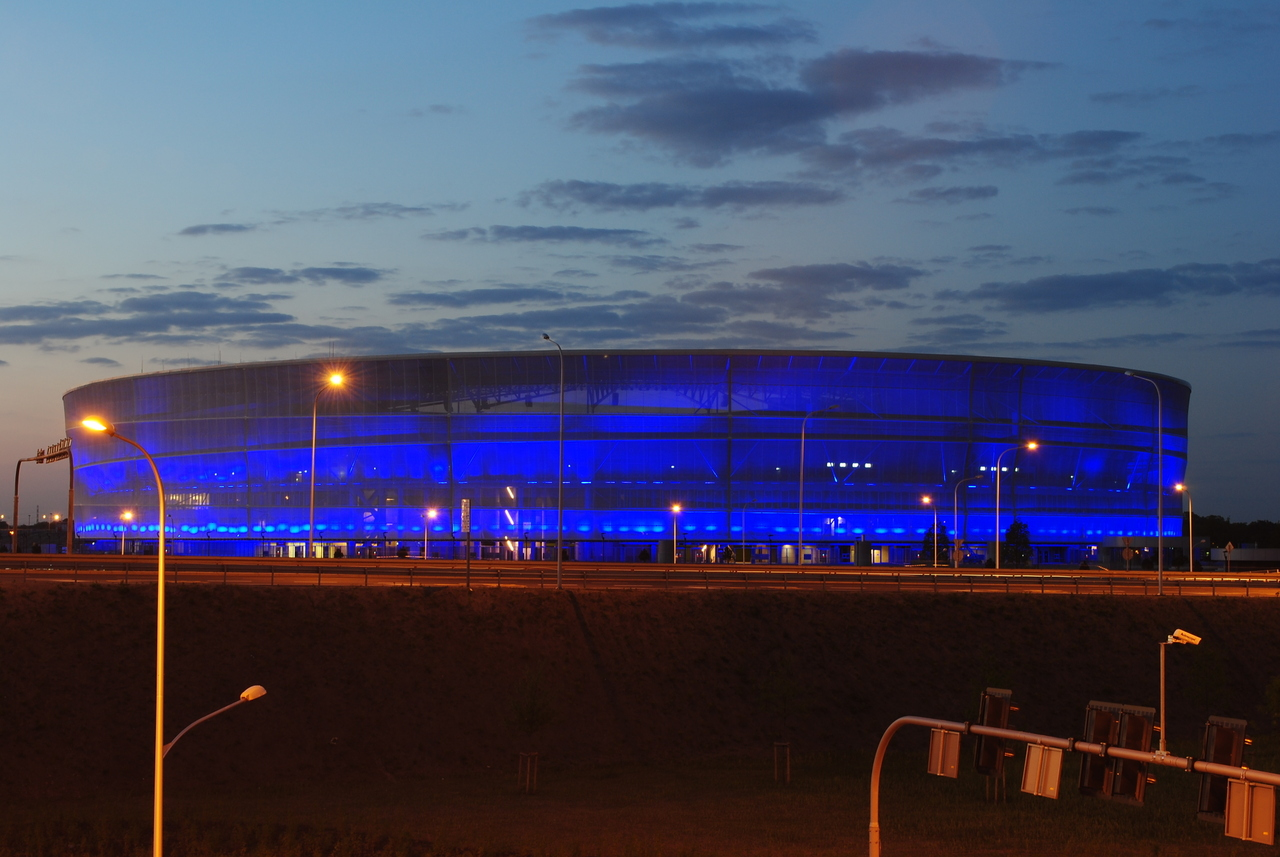
Iluminación nocturna del estadio.

Los ascensores panorámicos y escaleras de acceso conducen a los niveles superiores. En el nivel 1 se encuentra un exclusivo Business Club, que se divide en tres salas más pequeñas, cada una equipada con sus propias instalaciones. Cada asiento del Business Club tiene su propia conexión a Internet.

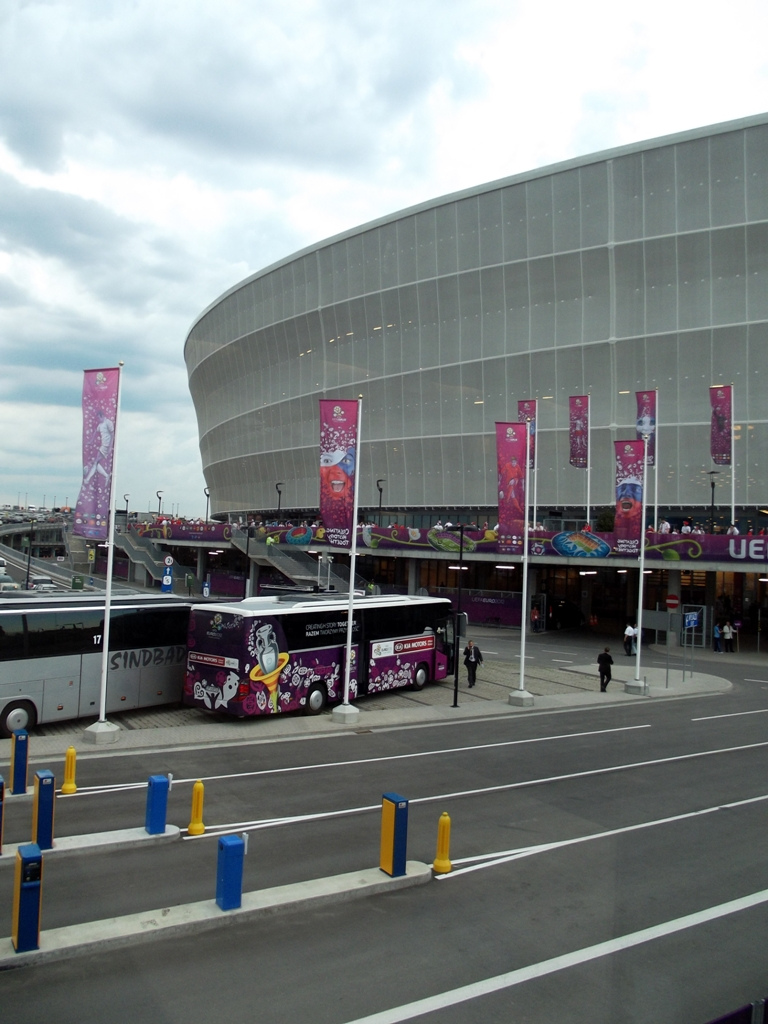
Inmediaciones del estadio.

En el nivel 3, hay veinte palcos vip multifunción y acristalados con una vista clara del terreno de juego. Además hay diez palcos vip en la tribuna este disponibles para alquiler y cada una de ellos tiene su propio acceso a una plataforma de terraza con una anchura de aproximadamente 2,5 m. Dependiendo del tipo de palcos, su capacidad varía de 13 a 26 personas. Los asientos vip se divide en tres sectores: oro, plata y bronce, dependiendo de su ubicación y las vistas que ofrecen.
La explanada que rodea todo el estadio va desde el nivel del suelo hasta el nivel 1. Las estaciones de primeros auxilios, oficinas policiales y salas de descanso se encuentra en el pasillo. Los asientos para los aficionados con discapacidad están equipado con rampas para sillas de ruedas, y los aficionados con discapacidad pueden sentarse al lado de sus cuidadores. Hay 102 asientos en el estadio de este tipo, más otros 102 asientos para los cuidadores. Los bares y restaurantes del estadio están equipados con encimeras especiales y mostradores más bajos, que hace que sea más fácil para las personas con discapacidad en silla de ruedas. También hay 50 plazas para personas que tienen problemas de visión. Para las personas con discapacidad auditiva existen auriculares de colectores profesionales para escuchar la locución de los partidos.
El nuevo estadio es un espacio sin barreras. Una Fan Shop también se encuentra en el nivel 1. La tienda ofrece artículos como bufandas, camisetas, tazas, y carteles a los fanes del Śląsk Wroclaw. 
La zona de los equipos se encuentra en el nivel 0 en la parte occidental del estadio. Las instalaciones son idénticas para los dos equipos, preparadas con vestuarios, salas de masajes, duchas, aseos, salas de autobuses y zonas de calentamiento. Además, hay una piscina cubierta. La zona de los equipos también contiene habitaciones y áreas para el personal médico, árbitros, delegados de la UEFA y niños. 
La zona de los medios de comunicación se encuentra en la sección superior del soporte occidental. Cada asiento reúne los requisitos FIFA y UEFA y está equipado con conexiones de electricidad, teléfono, Internet y televisión. Algunos asientos tienen un escritorio plegable. La sección para los aficionados visitantes se encuentra en la esquina sureste del estadio, marcado como "Sektor X" y tiene una capacidad de 3.439 asientos. Se instalaron todo tipo de asientos en el estadio producidos y proporcionados por la empresa polaca Foro, propiedad del Grupo Nowy Styl ubicado en Krosno.